# Bathycolpodes vegeta
Bathycolpodes vegeta là một loài bướm đêm trong họ Geometridae.